# Белая лошадь (галерея)
Галерея современного искусства «Белая лошадь» — музей в Геленджике с постоянной экспозицией картин из мусора. Организатор международного детского культурно-экологического творческого конкурса «Жеребёнок», в 2014 году в экологических акциях конкурса приняли участие около 3 000 детей из 72 городов и посёлков России и Украины. На базе галереи проводятся различные мастер-классы и занятия для детей по изготовлению предметов декоративно-прикладного искусства из упаковочных материалов, одноразовой посуды и других вещей, предназначенных для утилизации.
Основателем галереи является Нина Никифорова, лауреат премии Terre de Femmes-2011, учреждённой сыном основателя компании Yves Rocher Жаком Роше за проект питомника для саженцев. Нина Никифорова сама подготовила главную экспозицию галереи, которая популяризирует художественное направление «Мерц» Курта Швиттерса .

## История создания
Нина Никифорова окончила Владивостокский медицинский государственный институт. Работала детским хирургом. В 2000 году переехала из Владивостока в Геленджик, где начала заниматься художественным творчеством. Свои произведения создавала из подручных материалов: бумаги, стекла, дерева, текстиля, а также старых и ненужных вещей. Позднее стала членом объединения художников Геленджика международной ассоциации «Искусство народов мира» и Союза художников Кубани. В процессе работы у неё появилась идея создать галерею, в которой можно было бы выставлять художественные произведения из мусора. По словам Никифоровой, в детстве она сочинила сказку о белой лошади, которая в любую минуту придет к ней на помощь. В честь неё и была названа галерея, которая открылась в 2006 году.

## Деятельность
В музее действует постоянная экспозиция, но проводятся и выставки различных художников. Также в галерее проходят мастер-классы для детей и взрослых. В период эко-фестиваля «Чистая волна» галерея становится главной фестивальной площадкой. В 2011 году на её базе открылась международная школа экологического искусства, в которой детей обучают творческому использованию материалов для утилизации. Ежегодно музейное учреждение проводит международный детский культурно-экологический творческий конкурс «Жеребёнок», в рамках которого участники представляют свои художественные произведения, сделанные из бытовых отходов, твёрдой упаковки или иного вторсырья. Галерею финансово поддержали Черноморский фонд регионального сотрудничества и подразделения Германского фонда Маршалла, благодаря чему были проведены выставки в Румынии и Болгарии. Персональные выставки Никифоровой проводились также на Украине и Испании. Только за три года Никифорова создала около 700 работ из мусора, найденного на пляжах Геленджика. В одной из телепередач художница рассказала, что каждое утро вместе с мужем они собирают два пакета с мусором.

## Здание музея
Музей занимает участок в 700 квадратных метров. Изгородь сделана из пятидесяти тысяч пластиковых бутылок. Всего в галерее три выставочных зала и мастерская. Экспозиция представлена и во дворике музея.